# Unicodeblock Toto
Der Unicodeblock Toto (engl.: Toto, U+1E290 bis U+1E2BF) enthält Zeichen der von Dhaniram Toto entwickelten Schrift der Toto-Sprache, die im Nordosten Indiens gesprochen wird.

## Tabelle
| Unicodenummer    | Zeichen (400 %) | Kategorie                               | Offizielle Bezeichnung | Beschreibung                 |
| ---------------- | --------------- | --------------------------------------- | ---------------------- | ---------------------------- |
| U+1E290 (123536) | 𞊐               | anderer Buchstabe, Silbe oder Ideogramm | TOTO LETTER PA         | Toto-Buchstabe PA            |
| U+1E291 (123537) | 𞊑               | anderer Buchstabe, Silbe oder Ideogramm | TOTO LETTER BA         | Toto-Buchstabe BA            |
| U+1E292 (123538) | 𞊒               | anderer Buchstabe, Silbe oder Ideogramm | TOTO LETTER TA         | Toto-Buchstabe TA            |
| U+1E293 (123539) | 𞊓               | anderer Buchstabe, Silbe oder Ideogramm | TOTO LETTER DA         | Toto-Buchstabe DA            |
| U+1E294 (123540) | 𞊔               | anderer Buchstabe, Silbe oder Ideogramm | TOTO LETTER KA         | Toto-Buchstabe KA            |
| U+1E295 (123541) | 𞊕               | anderer Buchstabe, Silbe oder Ideogramm | TOTO LETTER GA         | Toto-Buchstabe GA            |
| U+1E296 (123542) | 𞊖               | anderer Buchstabe, Silbe oder Ideogramm | TOTO LETTER MA         | Toto-Buchstabe MA            |
| U+1E297 (123543) | 𞊗               | anderer Buchstabe, Silbe oder Ideogramm | TOTO LETTER NA         | Toto-Buchstabe NA            |
| U+1E298 (123544) | 𞊘               | anderer Buchstabe, Silbe oder Ideogramm | TOTO LETTER NGA        | Toto-Buchstabe NGA           |
| U+1E299 (123545) | 𞊙               | anderer Buchstabe, Silbe oder Ideogramm | TOTO LETTER SA         | Toto-Buchstabe SA            |
| U+1E29A (123546) | 𞊚               | anderer Buchstabe, Silbe oder Ideogramm | TOTO LETTER CHA        | Toto-Buchstabe CHA           |
| U+1E29B (123547) | 𞊛               | anderer Buchstabe, Silbe oder Ideogramm | TOTO LETTER YA         | Toto-Buchstabe YA            |
| U+1E29C (123548) | 𞊜               | anderer Buchstabe, Silbe oder Ideogramm | TOTO LETTER WA         | Toto-Buchstabe WA            |
| U+1E29D (123549) | 𞊝               | anderer Buchstabe, Silbe oder Ideogramm | TOTO LETTER JA         | Toto-Buchstabe JA            |
| U+1E29E (123550) | 𞊞               | anderer Buchstabe, Silbe oder Ideogramm | TOTO LETTER HA         | Toto-Buchstabe HA            |
| U+1E29F (123551) | 𞊟               | anderer Buchstabe, Silbe oder Ideogramm | TOTO LETTER RA         | Toto-Buchstabe RA            |
| U+1E2A0 (123552) | 𞊠               | anderer Buchstabe, Silbe oder Ideogramm | TOTO LETTER LA         | Toto-Buchstabe LA            |
| U+1E2A1 (123553) | 𞊡               | anderer Buchstabe, Silbe oder Ideogramm | TOTO LETTER I          | Toto-Buchstabe I             |
| U+1E2A2 (123553) | 𞊢               | anderer Buchstabe, Silbe oder Ideogramm | TOTO LETTER BREATHY I  | Toto-Buchstabe gehauchtes I  |
| U+1E2A3 (123553) | 𞊣               | anderer Buchstabe, Silbe oder Ideogramm | TOTO LETTER IU         | Toto-Buchstabe gehauchtes IU |
| U+1E2A4 (123553) | 𞊤               | anderer Buchstabe, Silbe oder Ideogramm | TOTO LETTER BREATHY IU | Toto-Buchstabe IU            |
| U+1E2A5 (123553) | 𞊥               | anderer Buchstabe, Silbe oder Ideogramm | TOTO LETTER U          | Toto-Buchstabe U             |
| U+1E2A6 (123553) | 𞊦               | anderer Buchstabe, Silbe oder Ideogramm | TOTO LETTER E          | Toto-Buchstabe gehauchtes E  |
| U+1E2A7 (123553) | 𞊧               | anderer Buchstabe, Silbe oder Ideogramm | TOTO LETTER BREATHY E  | Toto-Buchstabe gehauchtes E  |
| U+1E2A8 (123553) | 𞊨               | anderer Buchstabe, Silbe oder Ideogramm | TOTO LETTER EO         | Toto-Buchstabe EO            |
| U+1E2A9 (123553) | 𞊩               | anderer Buchstabe, Silbe oder Ideogramm | TOTO LETTER BREATHY EO | Toto-Buchstabe gehauchtes EO |
| U+1E2AA (123553) | 𞊪               | anderer Buchstabe, Silbe oder Ideogramm | TOTO LETTER O          | Toto-Buchstabe O             |
| U+1E2AB (123553) | 𞊫               | anderer Buchstabe, Silbe oder Ideogramm | TOTO LETTER AE         | Toto-Buchstabe AE            |
| U+1E2AC (123553) | 𞊬               | anderer Buchstabe, Silbe oder Ideogramm | TOTO LETTER BREATHY AE | Toto-Buchstabe gehauchtes AE |
| U+1E2AD (123553) | 𞊭               | anderer Buchstabe, Silbe oder Ideogramm | TOTO LETTER A          | Toto-Buchstabe A             |
| U+1E2AE (123553) | 𞊮                | andere Interpunktion                    | TOTO SIGN RISING TONE  | Toto-Zeichen Steigender Ton  |